# Sheila Holzworth
Sheila Holzworth (1961 - 29 de marzo de 2013) fue una esquiadora paralímpica estadounidense. Después de quedarse ciega a los diez años, ganó dos medallas de oro y una de plata en los Juegos Paralímpicos de Invierno de 1984 como parte de la delegación de los Estados Unidos, entre otros logros.

## Biografía
En 1981, el Año Internacional de las Personas con Discapacidad, Holzworth fue la primera mujer ciega en escalar el Monte Rainier. Completó la escalada como parte de un equipo de personas con discapacidad.
En 1982, ganó una medalla de oro en eslalon gigante y plata en eslalon durante la competencia nacional de esquí organizada por la Asociación de Atletas Ciegos de los Estados Unidos.
Ganó medallas de oro en dos eventos de esquí alpino, eslalon gigante femeninoWomen B1 y combinación alpina femenina B1, en los Juegos Paralímpicos de Invierno de 1984. Además, ganó una medalla de plata en descenso femenino B1. También compitió en los Juegos Paralímpicos de Invierno de 1988.
Participó y ganó medallas en distintas competiciones, incluyendo el Campeonato Mundial de Deportes de Invierno para Discapacitados en Suiza, la Competencia Nacional de Esquí de Nieve y el Campeonato Americano de Esquí Acuático en 1983 además de la Competencia Internacional de Esquí Acuático en Noruega en 1984. También estableció otros récords, incluido un récord mundial en truco de esquí acuático para ciegos y discapacitados en 1989, y ser la primera persona ciega en saltar en esquís acuáticos en los Estados Unidos.
Ganó el premio Ten Outstanding Young Americans en 1989. Fue invitada a las recepciones de la Casa Blanca en diferentes momentos por los presidentes Ronald Reagan y George H. W. Bush.